# 青山灵安尊王
青山靈安尊王（閩南語：Chhiⁿ-soaⁿ-lîng-an-tsun-ông），簡稱青山王（閩南語：Chhiⁿ-soaⁿ-ông）、靈安尊王（閩南語：Lîng-an-tsun-ông），是福建泉州三邑惠安縣青山的守護神，除了原有的山神、行政神的神格，也頗具司法神的職能，神誕是農曆十月廿三，通常在前數日就有暖壽典禮，也常常有出巡、暗訪等活動，主要目的就是明察轄區善惡、緝捕惡鬼凶神，如台灣艋舺青山宮長年於農曆10月20、21日分別於南、北萬華進行暗訪；農曆10月22日則為盛大的「正日遶境」，傳統民俗上皆於該日舉行誕辰祝賀儀式。
日本學者鈴木清一郎則在《臺灣舊慣冠婚葬祭與年中行事》一書中指出青山王有代天巡狩的職能，與王爺信仰有關。隨著泉州三邑移民在臺灣的開墾，臺灣的青山王信仰也日益擴大，其最有名的廟宇是臺北市的艋舺青山宮。

## 源由

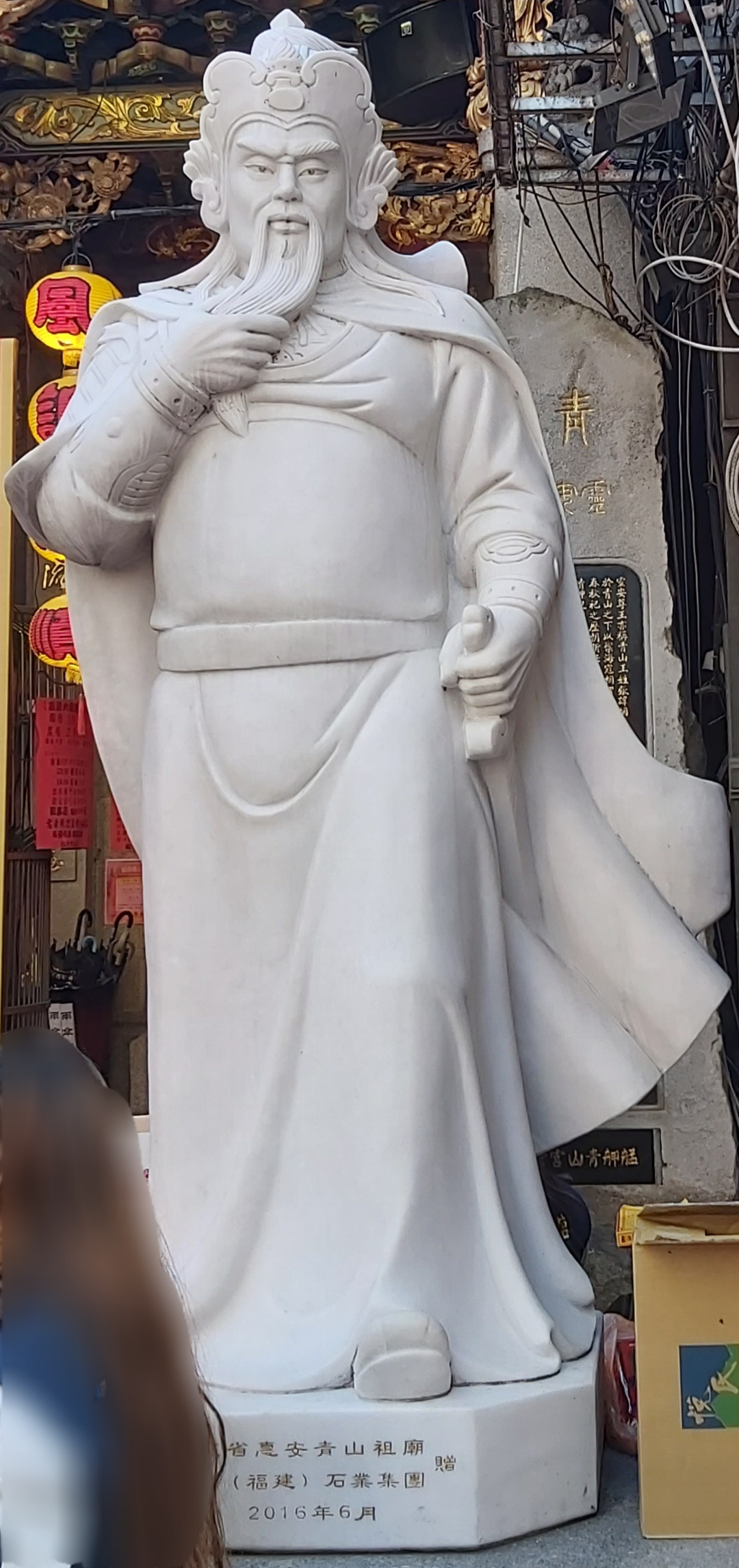
2016年始陳列於艋舺青山宮廟門前的靈安尊王張將軍雕像。

#### 說法一
一說是東漢、三國時代孫吳將領張悃（又作張滾），漢獻帝建安十七年（212年），張悃奉派駐守泉州惠安地區，因其為人正直廉潔兼智勇雙全，頗受地方人士愛戴。張悃死後停柩於縣衙東配室內，就棺槨砌石為壇，每年春秋祭祀。凡新官到任，三日內必備牲醴致祭，祈求民安物阜。

#### 說法二
另一說是五代十國「閩國」的將軍張悃，他奉命紮寨於青山防備海盜，軍紀嚴明、愛民如子，使盜賊匪徒不敢輕犯。逝世之後屢屢顯靈，因在青山附近建廟祭祀，故尊稱其為「青山王」。明世宗嘉靖時編纂之《惠安縣志》主此說：
|  | 青山在縣南，閩時將軍張悃，嘗立寨於此以御海寇。既歿，鄉人廟而祀之，至今不廢。 |

## 傳奇
傳說張將軍原葬在惠安縣衙門旁，惠安縣每有新官上任，皆前往祭之。宋太宗太平興國年間，縣令崔知節上任，原不去參拜，後因民意，不得已而前往祭拜時，墓碑突然傾倒，才看到墓碑竟刻有四句詩：
|  | 太平興國間，古縣移惠安；若逢崔知節，送我上青山。 |

崔大驚，並將其墓遷往青山山下（今福建省惠安縣山霞鎮青山東麓），建「青山宮」供奉之，從此被鄉民稱為「青山王」，被視為青山的山神與地方的境主。
在臺北艋舺（今臺北市萬華區），又傳說：臺灣日治時期艋舺青山宮附近有些聲色場所，每次華燈初上，正是青樓開市良辰，有些風塵女郎時常出外招攬客人，而青山宮配祀的謝范將軍就在此時顯靈，於附近頻頻現身，嚇得那些風塵女郎紛紛避走。

## 敕封
- 大宋明神：或大宋明臣，待查

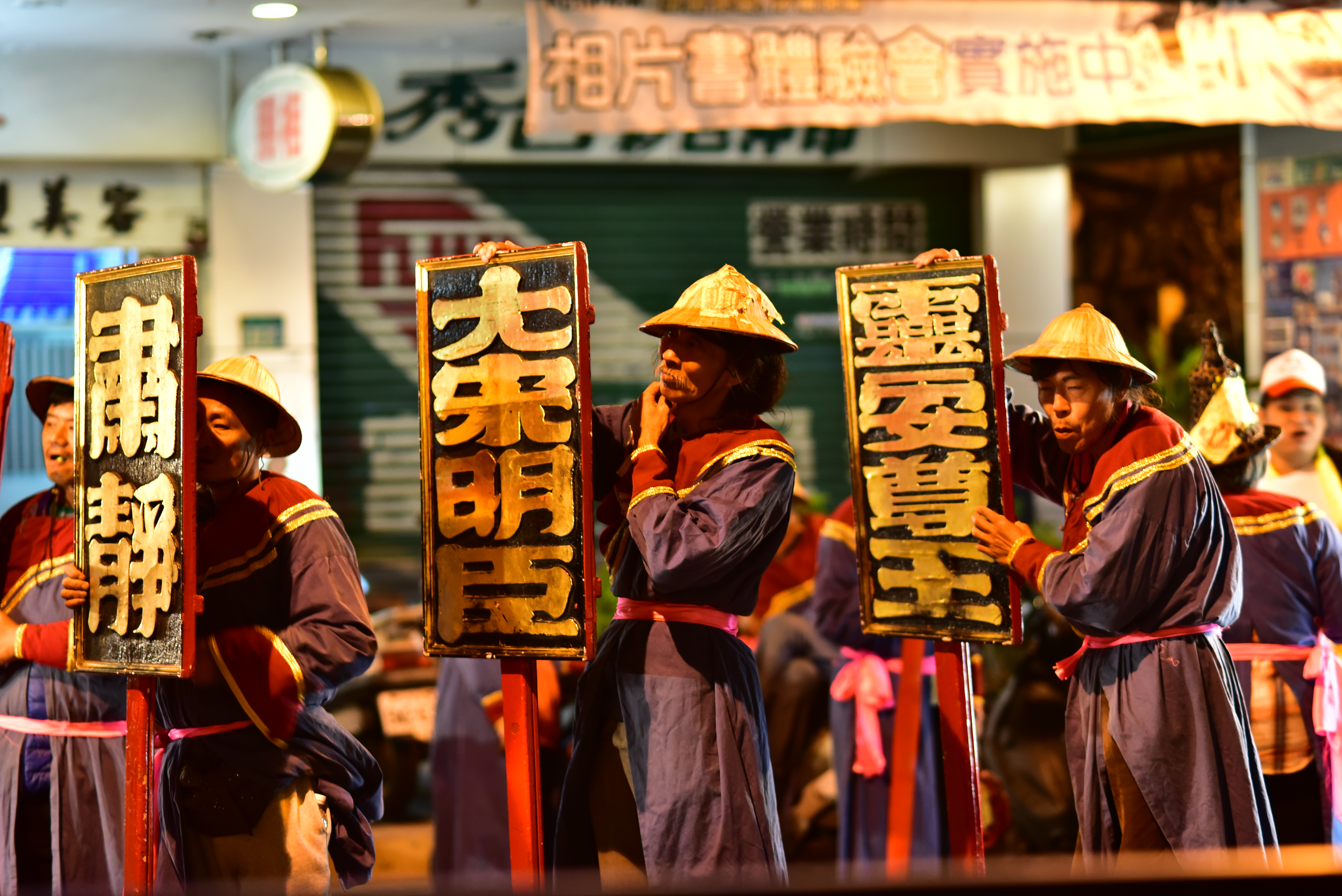
艋舺青山宮遶境隊伍裡的執事牌，書有「靈安尊王」「大宋明臣」之敕封神銜

- 靈惠侯：宋紹興十九年敕封；紹興五年賜廟額「誠應」[3]
- 靈安王：景炎元年敕封，乃為采石之役顯現「張將軍」旗號助戰，虞允文得知是神靈護佑，制入祀典後再加之封號。 [4]
- 靈安尊王：相傳明太祖征元時再次顯靈助戰，晉封張悃為「靈安尊王」[5]

## 陪祀與從神

### 部將
靈安尊王因其司法神之性質，因此部屬有陰司相關職吏：

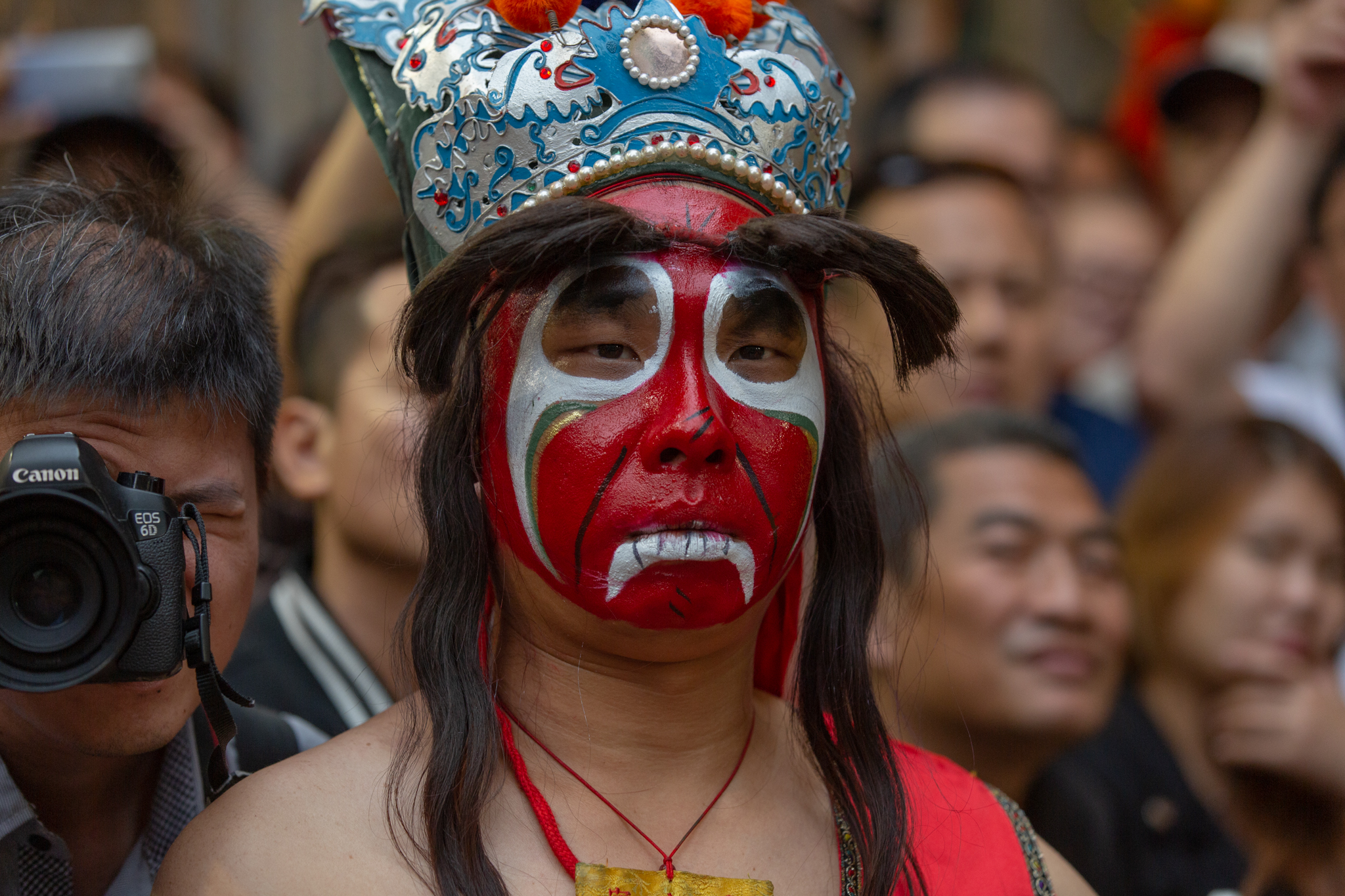
艋舺青山宮之青山八將，以廟中原祀之枷鎖將軍為基礎之變體

- 司官（八司或六司）
- 文武判官
- 謝范將軍
- 枷鎖將軍
- 八將（由枷鎖將軍演變延伸之神將體系）
- 皂隸捕快
- 劍印童子
- 馬伕

### 家眷
靈安尊王在中國大陸、台灣等地的廟宇，部分同祀有夫人或太子之神像。靈安尊王傳說有兩位夫人：
- 昭順夫人：或稱顯慶妃，為張悃生前之婚配
- 慶安妃：神婚關係[b]

或有廟宇祀有太子（世子）之信仰，但為少數案例

## 奉祀廟宇

### 中華人民共和國福建省泉州市
主祀
- 惠安县螺城镇聯珠巷弦惠古地青山祖廟－該廟奉祀靈安尊王為金面，並擁有青山王及王妃早期墓葬之墓碑[6]
- 惠安县螺城镇科山公園魁青廟中之誠應廟
- 惠安县山霞镇青山村惠安青山宮
- 惠安縣山霞镇青山村青峰宮
- 惠安县輞川鎮大潘村靈安宮

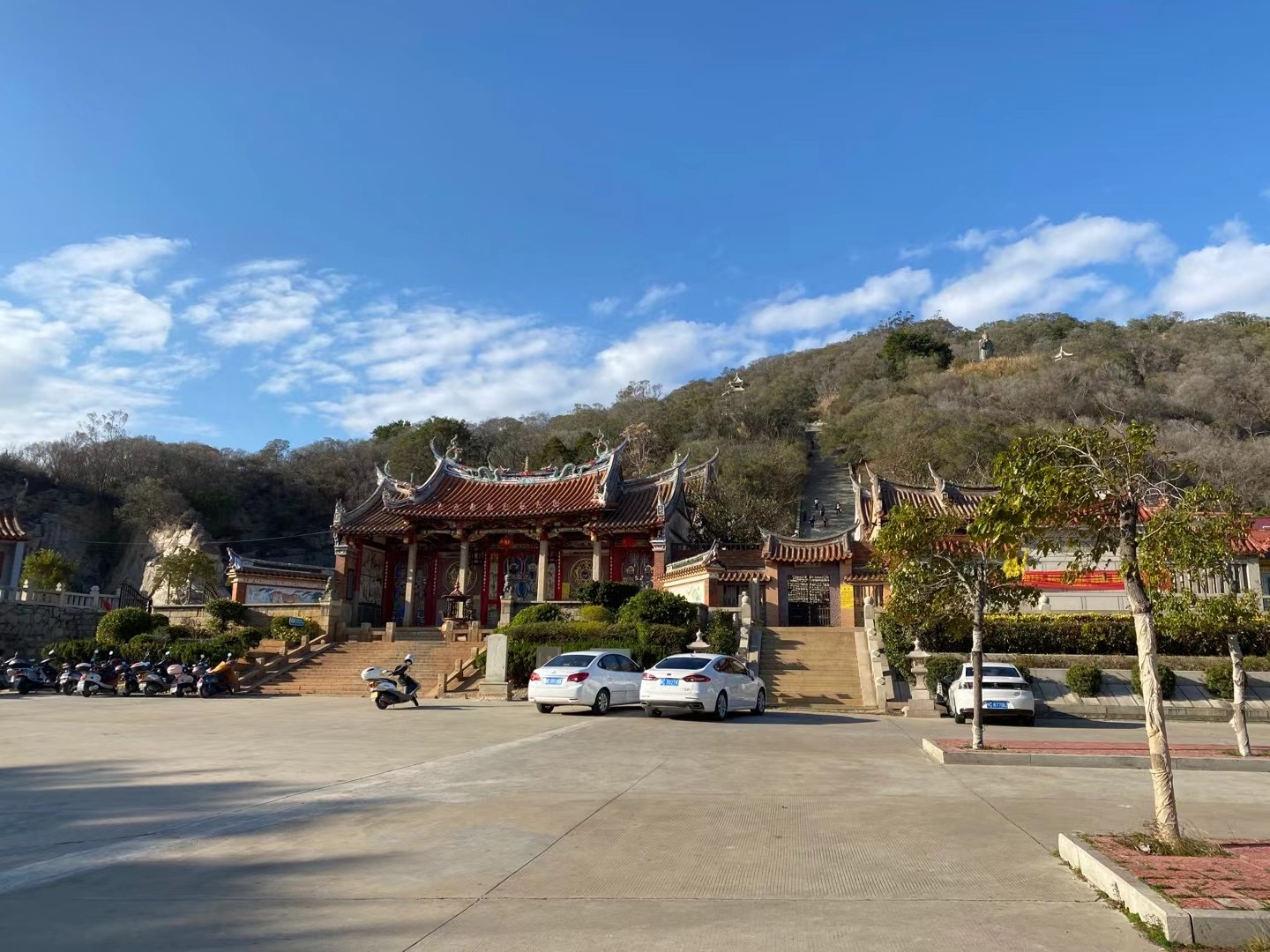
惠安青山宮

### 臺灣
主祀
- 台北市萬華區艋舺青山宮
- 台北市萬華區鴻福宮（分靈自艋舺青山宮）
- 新北市板橋區靈安宮（分靈自萬華鴻福宮）
- 新北市中和區青安宮（分靈自艋舺青山宮）
- 新竹市東區黑金町粳仔寮青山宮
- 新竹市北區大南勢米粉寮間仔尾青南宮

- 苗栗縣通霄鎮白沙屯省安宮
- 台中市沙鹿區青山宮－廟史
- 彰化縣芬園鄉溪頭靈安宮－廟史 （页面存档备份，存于）  - 台北市艋舺青山宮
  - 新竹南勢青南宮
  - 新北市板橋靈安宮
  - 新竹市青山宮

陪祀
- 新北市淡水區油車口忠義宮

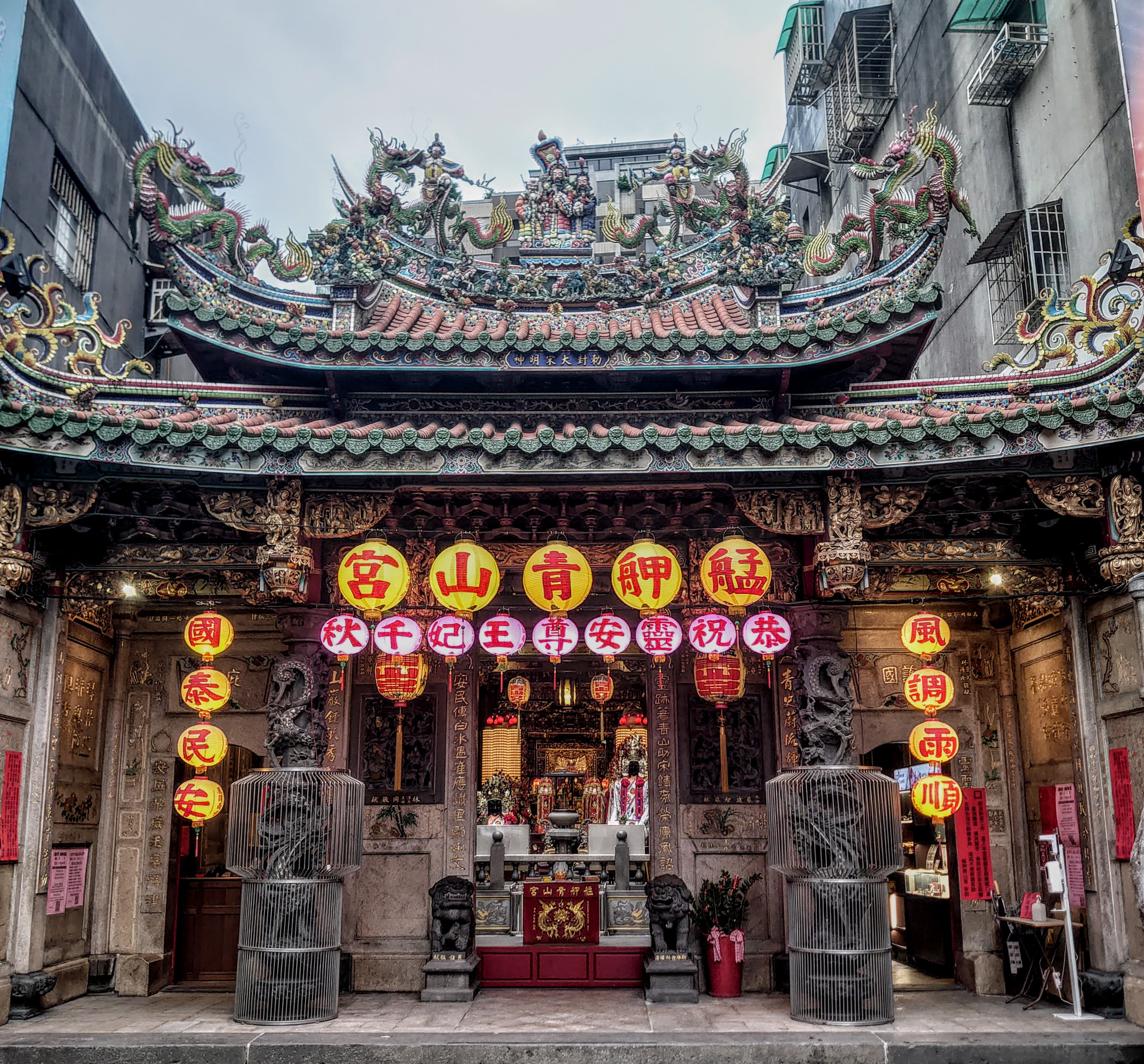
新竹縣竹北市青山弘法宮（分靈自新竹青山宮，其餘新竹青山宮分靈子廟亦有奉祀靈安尊王）－廟史 （页面存档备份，存于）
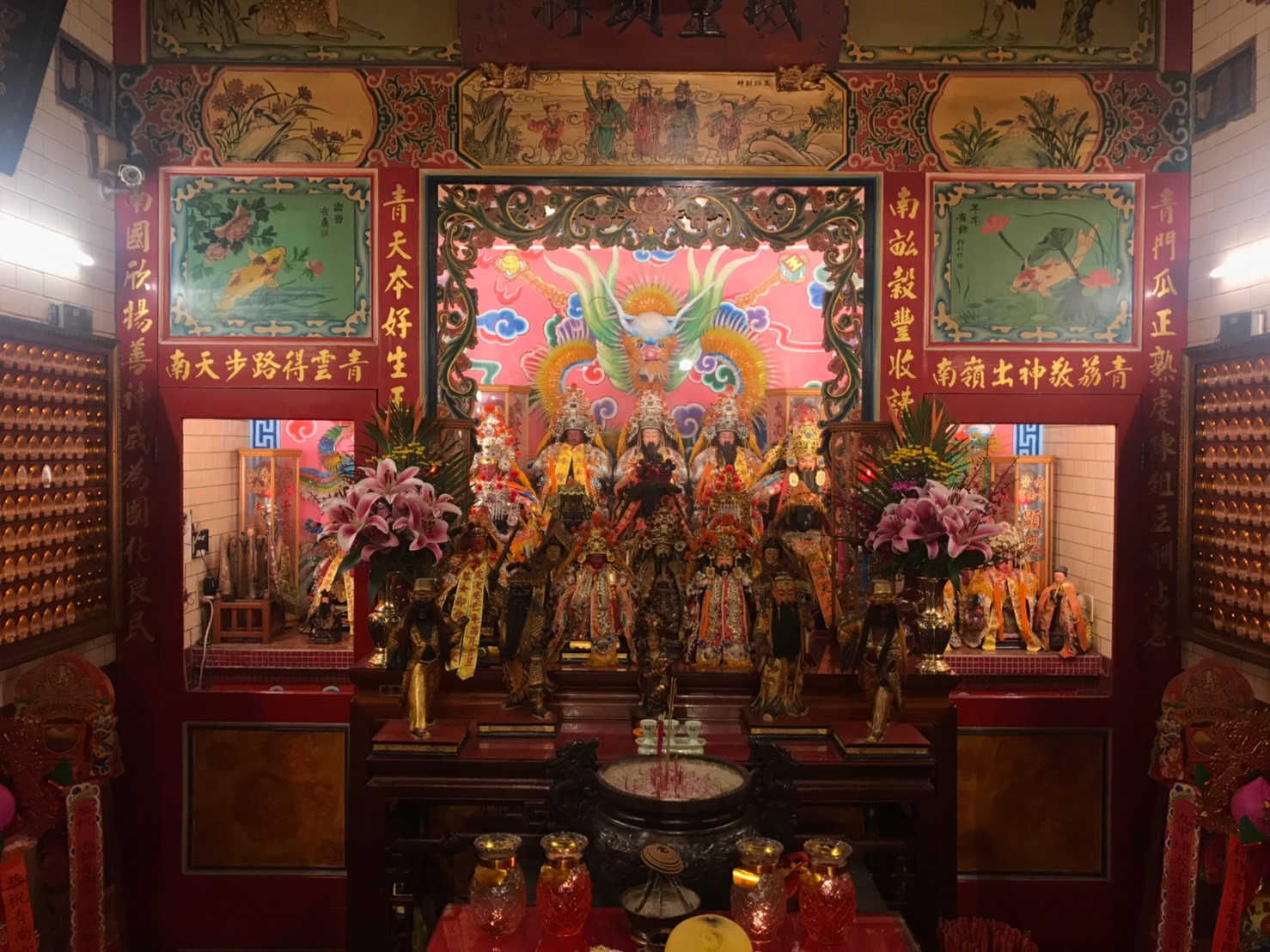
新竹市東區南門口安南宮－(內五營令牌趙郭朱靈四府王爺之靈府傳說就是靈安尊王)
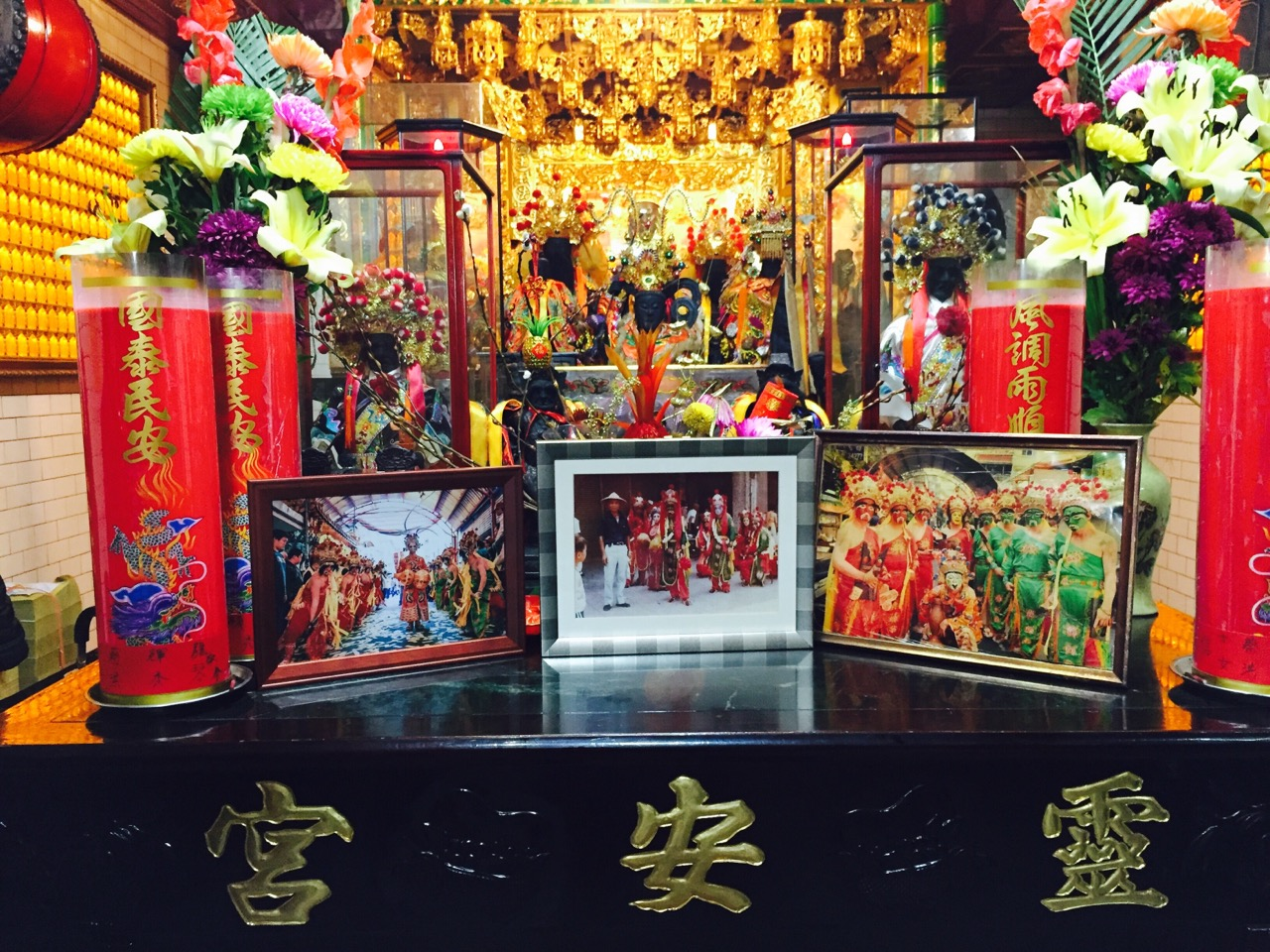
新竹市東區西門口祈安宮－(供奉九龍三公、靈安尊王之令牌，現已寄祀他處)
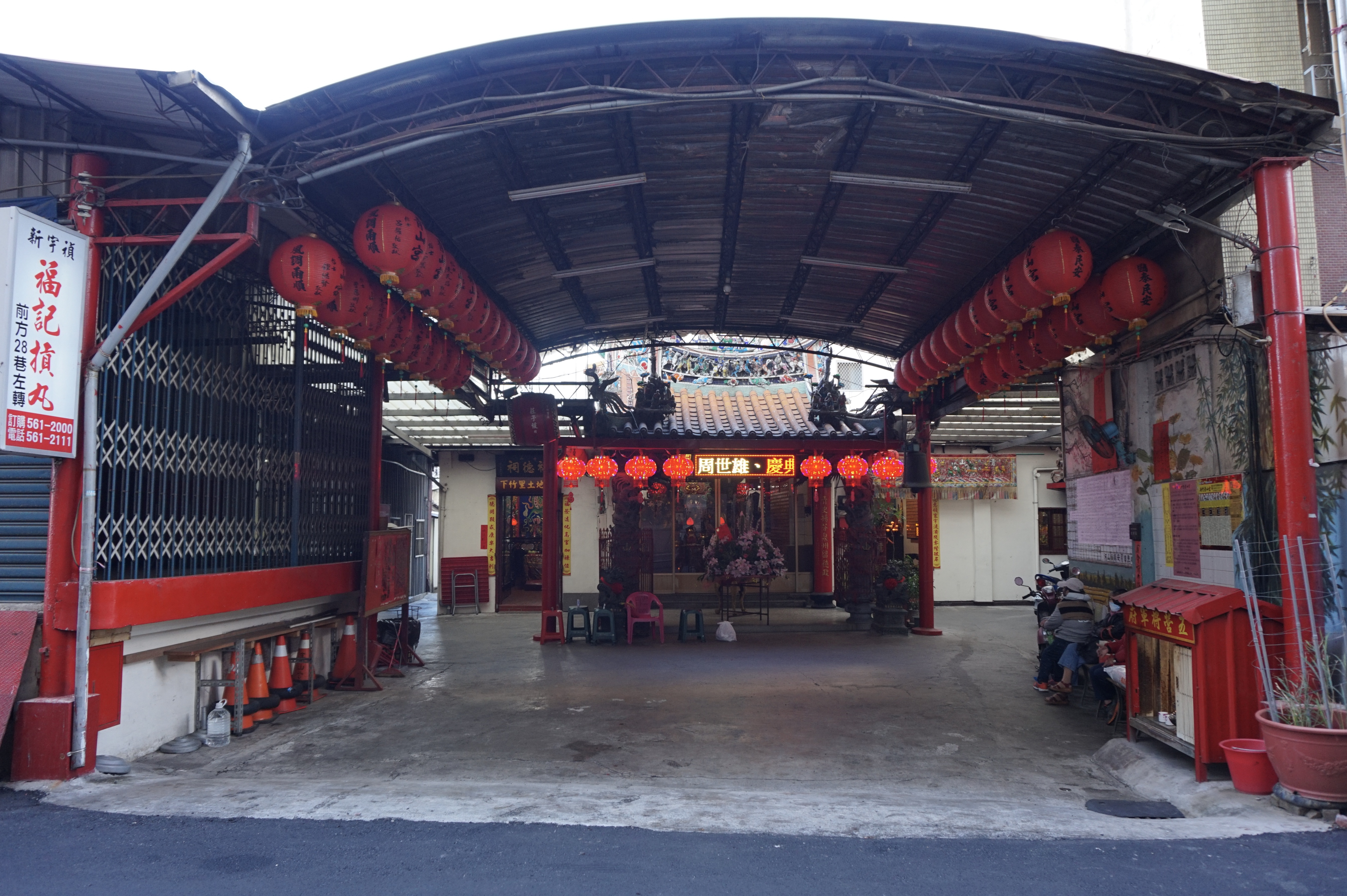
新竹市東區宏遠堂（副主神靈安尊王，新竹青山宮分靈，並奉祀有兩位王妃及兩位世子）
- 新竹市北區南勢郭家祖厝汾陽堂（郭家祠堂，青山王分靈南勢(即今南勢青南宮)之發跡地）
- 新竹市香山區浸水南靈宮（鎮殿第二順位／副主神）－廟史 （页面存档备份，存于）
- 新竹市香山區南港南華宮（鎮殿第三順位／副主神）
- 新竹市香山區樹仔腳南寧宮（原為浸水南靈宮之角頭）
- 苗栗縣銅鑼鄉五福廟（尚待確認）
- 苗栗縣竹南鎮公地文天宮
- 台中市神岡區順天宮
- 台中市梧棲區祥芝斗美宮（斗美三王府）[7]
- 彰化縣鹿港鎮後寮仔代天府
- 彰化縣鹿港鎮泉州街集英宮
- 高雄市大社區中正路玉天宮

### 馬來西亞
主祀
- 檳城東北縣喬治市天生宮

## 註解
1. ↑  明。何喬遠《閩書》記載的版本是「太平興國間，古縣移惠安；若逢崔知節，送我上青山。」
2. ↑  參見：施無畏。〈冥婚､鬼婚與神婚〉。《臺北縣立文化中心季刊》 35卷，(1993年): 頁16-17。
3. ↑  目前僅有新竹南勢青南宮祀奉有太子神像

## 外部連結
- 艋舺青山宮官方網站[]

## 註解
1. ↑  （[//web.archive.org/web/20231213224716/https://www.peoplenews.tw/articles/7e5057eac5 页面存档备份，存于） ] 请检查|url=值 (帮助).   [2023-12-2].
2. ↑  .   [2019-03-17]. （原始内容存档于2020-11-26）.
3. ↑  清。徐松《宋會要輯搞》
4. ↑  明。何喬遠《閩書》，卷七。
5. ↑  .   [2019-11-17]. （原始内容存档于2018-01-02）.
6. ↑  .   [2018-12-08]. （原始内容存档于2019-05-02）.
7. ↑  . 台中市梧棲斗美宮全球資訊網. 2005年2月  [2019-03-25]. （原始内容存档于2018-08-24） （中文（臺灣））.